# Локалита Поја (Бреша)
Локалита Поја је насеље у Италији у округу Бреша, региону Ломбардија.
Према процени из 2011. у насељу је живело 59 становника. Насеље се налази на надморској висини од 459 м.